# Soziale Aktionspartei
Die Soziale Aktionspartei (SAP; auch: Partei der Sozialen Aktion; thailändisch พรรคกิจสังคม, RTGS Phak Kit Sangkhom [pʰák kìtsǎŋkʰōm]) war eine politische Partei in Thailand, die von 1974 bis 2018 bestand. Sie wurde von Kukrit Pramoj gegründet, hatte eine gemäßigte und reformorientierte Ausrichtung. 1975 bis 1976 führte sie die Regierung. Bei den Wahlen 1979 und 1983 wurde sie zwar stärkste Kraft, musste aber Militärs die Regierungsführung überlassen. Ab Mitte der 1980er-Jahre nahm ihr Einfluss kontinuierlich ab. Ab 2001 war sie politisch nahezu bedeutungslos.

## Politischer Standpunkt
Die Soziale Aktionspartei kann als liberalkonservative Partei beschrieben werden. Sie wurde in den 1970er-Jahren als progressiv eingeschätzt und meist leicht links der Mitte im politischen Spektrum platziert. Ende der 80er-Jahre galt sie dann als am stärksten marktliberal ausgerichtete Partei in Thailand und wurde als moderate Mitte-rechts-Partei klassifiziert.

## Geschichte

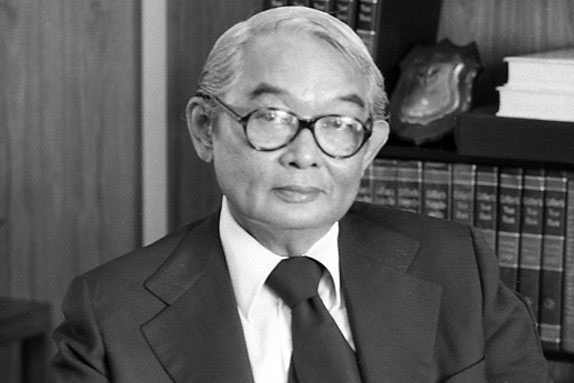
Parteigründer Kukrit Pramoj (1974)

### Gründung und Regierungsführung (1974–76)
Gegründet wurde die Soziale Aktionspartei 1974 von dem royalistischen Politiker Kukrit Pramoj (1911–1995), mit Unterstützung eines Kreises von reformorientierten Bankern um den Vorstandsvorsitzenden der Bangkok Bank, Boonchu Rojanastien. Mit dem Konzept eines sozial orientierten und fürsorglichen Kapitalismus wollte sie die zunehmend radikale politische Stimmung nach dem demokratischen Volksaufstand 1973 beruhigen. Ihr Vorbild war die People’s Action Party in Singapur. Bei der ersten freien Wahl nach 25 Jahren Militärdiktatur im Januar 1975 wurde sie viertstärkste Kraft. Es gelang ihr aber, eine Koalition aus mehreren Parteien, darunter die rechten, militärnahen Parteien Tham Sangkhom („Soziale Gerechtigkeit“) und Chart-Thai-Partei, zu bilden. Dadurch wurde Kukrit Premierminister.
Die SAP verfolgte ein ambitioniertes Reformprogramm mit dem Ziel der ländlichen Entwicklung und Armutsbekämpfung. Sie strebte höhere Mindestlöhne, Vollbeschäftigung innerhalb von fünf Jahren, ein Ende der Inflation, öffentlichen Wohnungsbau und kostenlosen Busverkehr für Arme an. Kernstück der Reformvorhaben der SAP waren die Tambon-Fonds. Den Gemeinderäten der Tambon sollten eigene Gelder zur Verfügung gestellt werden, aus denen diese selbst den Bau von Verkehrseinrichtungen, Bewässerungskanälen und Brunnen, die Reparatur und Erweiterung von Schulgebäuden und Gesundheitszentren bezahlen sollten. Durch diese öffentlichen Bauprojekte sollten Bauern auch in der Trockenzeit Beschäftigungsmöglichkeiten bekommen. Gleichzeitig zielte das Projekt auf eine Dezentralisierung der politischen Entscheidungsprozesse auf die lokale Ebene ab. 1975 schüttete das Programm 2,5 Milliarden Baht aus, 1976 waren es 3,4 Milliarden. Im Einklang damit wollte die SAP auch Wahlen auf Gemeindeebene einführen. Gewählte Vertreter sollten von der Regierung ernannte Repräsentanten ersetzen.
Dies wurde jedoch nicht mehr umgesetzt, da die im Januar 1976 die Regierungskoalition aufgrund von Streitigkeiten zwischen den Parteien zerbrach und Kukrit Neuwahlen auslöste. Dabei gewann die SAP einige Sitze hinzu und wurde drittstärkste Kraft. Diesmal gelang es jedoch der Demokratischen Partei, eine Koalition zu bilden und Kukrits Bruder Seni Pramoj wurde Regierungschef. Die SAP ging in die Opposition.

### Opposition und Juniorpartner in der Regierung (1976–90)
Nach dem Massaker an der Thammasat-Universität am 6. Oktober 1976 und der erneuten Machtübernahme des Militärs wurden vorübergehend alle Parteien verboten. 1977 wurden sie wieder erlaubt und die SAP betrieb Oppositionspolitik gegen die militärgestützte Regierung von General Kriangsak Chomanand. Vor den Wahlen 1979 kritisierte sie insbesondere die wirtschaftspolitische Inkompetenz der Regierung Kriangsak, die sie für die stark zugenommene Inflation verantwortlich machte. Die SAP wurde bei dieser Wahl mit großem Abstand stärkste Kraft. Da bei der Wahl des Ministerpräsidenten jedoch neben dem gewählten Repräsentantenhaus auch der vom Militär ernannte Senat mitstimmte, wurde Kriangsak im Amt bestätigt. 1980 löste General Prem Tinsulanonda Kriangsak als Regierungschef ab. Er nahm die SAP in seine Regierungskoalition auf. Sie unterstützte damit Prems System der „Halb-Demokratie“. Kukrit Pramoj trat im Dezember 1985 von seinem Posten als Parteivorsitzender zurück, und Außenminister Siddhi Savetsila übernahm dieses Amt.
Interne Konflikte über eine angebliche heimliche Unterstützung der Partei durch General Arthit Kamlang-ek führten zu starken Stimmenverlusten bei den Wahlen 1986. Vor dem Mai 1986 spaltete sich eine Fraktion unter Boontheng Thongsawasdi mit Hilfe einflussreicher Wirtschaftsführer ab und gründete die Vereinigte Demokratie-Partei (United Democracy Party), die nicht erfolgreich war. Die SAP wurde immer mehr zu einem politischen Vehikel für Geschäftsleute aus der Provinz, so genannte „einflussreiche Personen“ und „Paten“. So wurde Montri Pongpanich aus der Provinz Ayutthaya 1988 Generalsekretär der Partei. Korruptionsskandale ließen das Ansehen der Partei mehr und mehr sinken. Im Herbst 1990 drohte Premierminister Chatichai Choonhavan die Partei aus der Koalitionsregierung zu werfen. Siddhi Savetsila gab aus Verärgerung den Parteivorsitz auf und zog sich aus der Politik zurück. Kukrit wurde gebeten, Siddhi kurzfristig als Parteivorsitzender abzulösen. Da aber Chatichai vorher seinerseits unter Kukrit Außenminister gewesen war, entschied er sich, die Partei nicht aus der Koalition auszuschließen.

### Niedergang, Auflösung und Wiederbelebungsversuch (seit 1990)
Nach einem kurzen Intermezzo mit Kukrit an der Parteispitze wurde der vormalige Generalsekretär Montri Pongpanich Parteivorsitzender. Er gehörte zu den Politikern, deren Vermögen die Militärjunta 1991 beschlagnahmte, weil sie „ungewöhnlich reich“ geworden waren. Im Dezember 1990 zog sich die Soziale Aktionspartei endgültig aus der Regierung Chatichai Choonhavans zurück und kehrte erst wieder im April 1992 unter General Suchinda Kraprayoon ins Kabinett zurück. In der Auseinandersetzung des Schwarzen Mai zwischen militärgestützter Regierung und Demokratiebewegung wurde die SAP vor der thailändischen Presse daher zu den „Teufels-Parteien“ gezählt. Im Juni desselben Jahres verließen die Minister jedoch die pro-militärische Koalition wieder.
Sie galt als die noch „am wenigsten teuflische“ und wurde daher nach den Neuwahlen im September als Juniorpartner in der von den zuvor oppositionellen „Engels-Parteien“ gebildeten Koalitionsregierung von Chuan Leekpai berücksichtigt, der sie bis 1993 angehörte; ebenso in denen von Banharn Silpa-archa (1995–96) und Chavalit Yongchaiyudh (1996–97). 1997 wechselte sie das Lager und verhalf wieder der Demokratischen Partei von Chuan Leekpai zu einer Mehrheit.
1998 trat Montri nach einem Korruptionsskandal im von ihm geführten Gesundheitsministerium vom Parteivorsitz zurück. Ihm folgte zunächst sein Schwiegervater Boonpan Kaewattana nach, 1999 dann Suwit Khunkitti. 1999 erfolgte ein erneuter Machtkampf in der Partei, was zu einer Spaltung und zum Rückzug aus der Regierung Chuan Leekpai führte. 17 Abgeordnete traten damit aus der Regierungskoalition aus. Bis zum Jahr 2001 hatte die Partei viel von ihrem politischen Rückhalt verloren. Die Wahlen 2001 ließen ihr nur noch einen einzigen Sitz im Parlament. Viele Mitglieder, darunter der frühere Parteiführer Suwit Khunkitti gingen zur Thai-Rak-Thai-Partei des Ministerpräsidenten Thaksin Shinawatra. 2003 wurde die Partei aufgelöst.
Nach der Rückkehr Suwits – infolge der erzwungenen Auflösung der Thai Rak Thai – wurde die Soziale Aktionspartei 2008 wiederbelebt. Suwit war von 2008 bis 2011 Mitglied des Kabinetts von Premierminister Abhisit Vejjajiva. Bei der Parlamentswahl in Thailand 2011 gewann die Soziale Aktionspartei 0,3 % der Listenstimmen und keinen Sitz. Da sie nur noch acht Mitglieder hatte, löste die Wahlkommission Thailands die Partei im Oktober 2018 auf.